# Antei
Der Antei-Konzern oder alternativ auch NPO Antei, was für Wissenschaftliche Produktionsgenossenschaft Antei stand, war ein sowjetischer beziehungsweise später dann russischer Rüstungshersteller und Elektronikkonzern mit Sitz in Moskau. Der Konzern war im militärischen Bereich auf Flugabwehr und Radarsysteme spezialisiert. Im Zivilen stellte das Unternehmen Kältetechnik, radioelektronische Teile und Konsumgüter her. Der Konzern war im Staatsbesitz und war dem Ministerium für Radiotechnologie unterstellt. 
Das Unternehmen hatte zwei Entwicklungszentren und mehrere große Fabriken, darunter das Wissenschaftliche Forschungsinstitut für Elektromechanik (NIIEhM), welches 1971 5000 Mitarbeiter beschäftigte. Daneben hatte man mit dem italienischen FATA das Joint Venture Volzhskprodmash gegründet.
Nachdem es etwa 2001 Pläne gab, dass der Konkurrent NPO Almas mit Defence Systems fusionieren sollte, hatte sich Almaz gewehrt. Dabei bekam das Unternehmen von Antei Unterstützung, weil es eine Übermacht im Luftabwehrsektor fürchtete. So kam es, dass dann NPO Almaz und Antei 2002 miteinander zu Almas-Antei fusionierten.

## Produkte
- S-300W[1]
- 9K330 Tor[1]